# Bánh tẻ
Il bánh tẻ (traducibile letteralmente come "torta di riso"), chiamato anche bánh răng bừa, è un piatto tipico della cucina vietnamita, consumato soprattutto nella regione del Delta del fiume Rosso nel Vietnam settentrionale. Il bánh tẻ è fatto di farina di riso, poi avvolto in foglie di alcune piante locali in forma cilindrica e fatto bollire a lungo.
Sebbene sia possibile trovarlo più o meno in tutto il paese, questo piatto è tradizionale della provincia di Hà Tây, vicino ad Hanoi. Gli ingredienti ed i condimenti del bánh tẻ, tuttavia, possono variare da regione a regione.

## Ingredienti
Il bánh tẻ è composto da riso bianco non glutinoso (chiamato gạo tẻ in lingua vietnamita), spalletta di maiale tritata, funghi orecchie di Giuda (Auricularia auricula-judae), cipolla, sale e pepe nero. Alcune varianti del bánh tẻ includono anche arachidi e funghi shiitake a pezzi.

## Preparazione

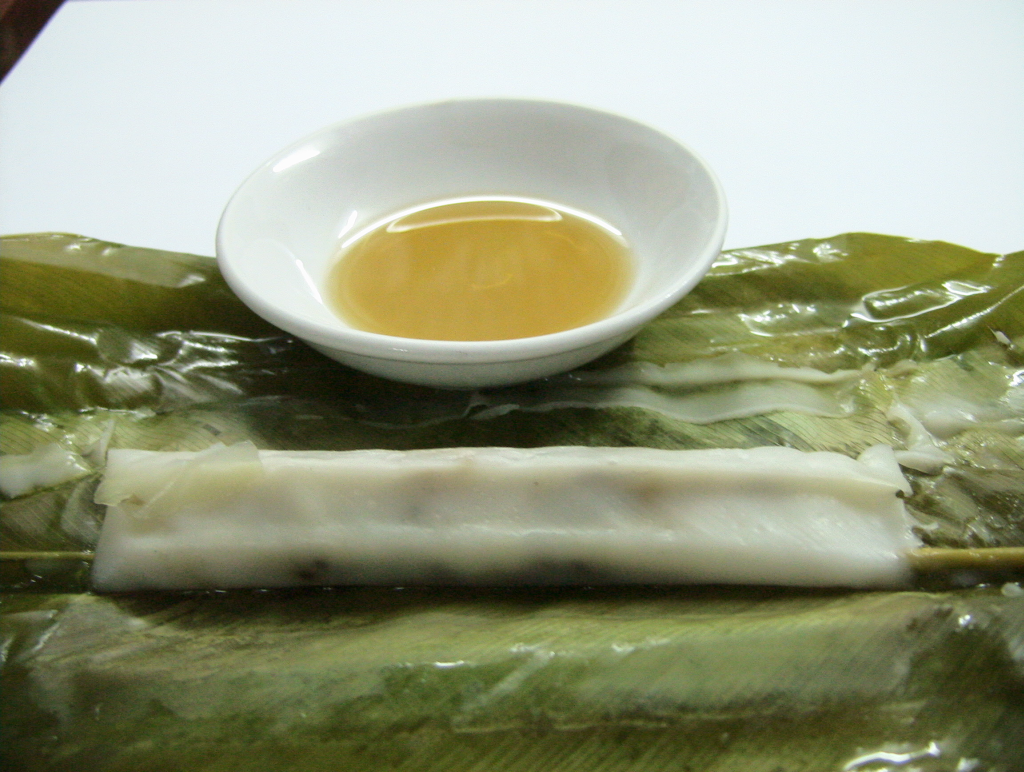
Bánh tẻ dopo esser stato srotolato

Inizialmente il riso viene immerso in acqua finché non si ammorbidisce, dopodiché viene macinato a mano con l'aiuto di una macina, in modo da farlo diventare una mistura spessa di acqua e polvere di riso. La mistura viene poi cotta ad una temperatura superiore a 50 gradi centigradi, ma inferiore alla temperatura di ebollizione, e mescolata fino al punto di assumere una consistenza collosa.
Solo allora, i diversi ingredienti del condimento (maiale, funghi e cipolle) vengono finemente tagliuzzati e mescolati insieme. Uno strato della pasta di riso precedentemente cotta viene steso su una foglia, viene poi ricoperta della mistura ottenuta dal condimento, al quale viene aggiunto un altro strato di riso. Infine, la foglia viene avvolta intorno all'involto di riso e legata con spago o filo di corda a formare un cilindro sottile.
Successivamente, i bánh tẻ così preparati vengono immersi in una pentola piena di acqua bollente, coperti e lasciati bollire per 20 minuti, in seguito ai quali sono pronti per essere serviti.

## Servizio
Il bánh tẻ viene solitamente accompagnato da nước mắm (salsa di pesce) e spruzzato di pepe nero. Diversamente da altri tipi di bánh, che si consumano solo in alcune stagioni o periodi particolari, il bánh tẻ è un piatto che viene mangiato durante tutto l'anno.